# إريكا كلارك
إريكا كلارك (بالإسبانية: Erika Clarke)‏ هي لاعب كرة مضرب مكسيكية، ولدت في 19 أغسطس 1981.

## وصلات خارجية
- إريكا كلارك على موقع رابطة محترفات التنس (الإنجليزية)
- إريكا كلارك على موقع الاتحاد الدولي لكرة المضرب (الإنجليزية)
- إريكا كلارك على موقع كأس بيلي جين كينغ (الإنجليزية)
- إريكا كلارك على موقع خلاصة التنس.كوم (الإنجليزية)